# Peter Flinth
Peter Flinth (født 7. november 1964 i København) er en dansk filminstruktør. Han fik sin spillefilmsdebut som instruktør i 1997 med Ørnens øje og har siden instrueret en række film, blandt andet Olsen Banden Junior (2001), den svenske Arn: Tempelridderen (2007) og efterfølgeren Arn: Riget ved vejens ende (2008), der sammenlagt var den dyreste filmproduktioner i svensk filmhistorie, De vilde svaner (2009) sammen med blandt andre Margrethe 2. og Against the Ice (en) (2022).

## Uddannelse
Peter Flinth studerede filmvidenskab på Københavns Universitet 1984-86 og blev uddannet på Den Danske Filmskoles instruktørlinje 1989-1993. Flinth var en del af den årgang på Den Danske Filmskole, der kaldes "Den Gyldne Årgang", og som også udklækkede instruktører som Thomas Vinterberg.
Han blev optaget på Den Danske Filmskole og arbejdede samtidig som instruktørassistent på en række danske spillefilm, herunder Ole Bornedals Nattevagten, inden han i 1993 dimitterede med kortfilmen Den Sidste Færge.

## Karriere
Peter Flinth fik sin spillefilmsdebut i 1997 med Ørnens øje. Siden har han instrueret flere film for det unge publikum, herunder Olsen Banden Junior og Fakiren fra Bilbao. Han instruerede Wallander-krimien Mastermind med Krister Henriksson i hovedrollen, derefter Tempelridder-sagaen om Arn, der resulterede i to spillefilm. Siden har han instrueret den svenske film Nobel Testamente i 2012 og den norske film Beatles i 2014, som er en filmatisering af Lars Saabye Christensens roman.
Flinth instruerede Arn: Tempelridderen i 2007 og dens efterfølger, Arn: Riget ved vejens ende, i 2008. De to film var den dyreste filmproduktion i svensk filmhistorie med et budget på op mod 245 millioner svenske kroner i alt. Han blev efterfølgende af Aftonbladets læsere kåret som bedste instruktør, ligesom filmen også blev hædret med bedste film og bedste manus. Arn Tempelridderen har siden premieren solgt mere end 2,1 millioner biografbilletter i Skandinavien og slog rekord i Sverige med 160.00 solgte billetter efter de første to dage i salg.
I 2009 arbejdede Peter Flinth sammen med Dronning Margrethe 2. på filmatiseringen af H.C. Andersens eventyr De vilde svaner med bl.a. Ghita Nørby på rollelisten.
Against the Ice (en) havde premiere på den 72. Berlin International Film Festival den 15. februar 2022 og blev udgivet på Netflix den 2. marts 2022. Filmen er et samarbejde mellem instruktøren Flinth og skuespilleren Nikolaj Coster-Waldau, der har skrevet manuskriptet og også portrætterer hovedpersonen. Filmen bygger på den sande historie skrevet af Ejnar Mikkelsen.
I 2010 blev Flinth udnævnt som Ridder af Dannebrog.

## Filmografi

### Spillefilm
| År   | Titel                               | Krediteringer                    |
| ---- | ----------------------------------- | -------------------------------- |
| 1997 | Ørnens Øje                          | Instruktør                       |
| 2001 | Olsen-banden Junior                 | Instruktør                       |
| 2004 | Fakiren Fra Bilbao                  | Instruktør                       |
| 2005 | Wallander – Hemmeligheden           | Instruktør                       |
| 2007 | Arn – Tempelridderen                | Instruktør                       |
| 2008 | Arn – Riget ved vejens ende         | Instruktør                       |
| 2009 | De Vilde Svaner                     | Instruktør                       |
| 2012 | Nobels testamente                   | Instruktør                       |
| 2012 | En plads i solen                    | Instruktør                       |
| 2014 | Beatles                             | Instruktør                       |
| 2019 | Skammerens datter II: Slangens gave | Co-Producer                      |
| 2022 | Against the Ice (en)                | Instruktør og Executive Producer |

### Kortfilm
| Year | Title          | Credits    |
| ---- | -------------- | ---------- |
| 1991 | Requiem        | Instruktør |
| 1993 | The Last Ferry | Instruktør |

### Fjernsyn
| År   | Titel       | Krediteringer           |
| ---- | ----------- | ----------------------- |
| 2000 | Rejseholdet | Instruktør (2 episodes) |
| 2010 | Arn         | Instruktør              |

## Priser
- ”Beatles” (2014)
  - (Vinder) Jury Award, Best Feature Film, Riverside Int. Film Festival
  - (Vinder) Audience Award, Best Feature Film, Riverside Int. Film Festival
  - (Vinder) Youth Award, Best Foreign Film, Sao Paulo International Film Festival
  - (Vinder) Amanda Award, Best Production Design, The Norwegian International Film Festival

- ARN – The Knight Templar (2007)
  - (Vinder) Audience Award, Best Feature Film, Guldbagge Awards
  - (Vinder) Best Feature Film, European Film Academy Award

- ARN – Riget ved vejens ende (2008)
  - (Vinder) Audience Award, Best Feature Film, Guldbagge Awards

- Fakiren (2004)
  - (Vinder) Young Audience Award, Leeds International Film Festival
  - (Vinder) Jury Prize, Kristiansand International Children’s Film Festival
  - (Vinder) Robert Prisen, Dansk filminstituts filmpris

- Ørnens Øje (1997)
  - (Vinder) Best Feature Film, Zlin Int. Film Festival for Children
  - (Vinder) Best Feature Film, Cairo International Film Festival for Children
  - (Vinder) Robert Prisen, Best Screenplay, Dansk Film Instituts filmpris

## Eksterne links
- Peter Flinth på Internet Movie Database (engelsk)
- Peter Flinth på Filmdatabasen
- Peter Flinth på danskefilm.dk
- Peter Flinth på danskfilmogtv.dk
- Peter Flinth på Scope
- Peter Flinth på Svensk Filmdatabas (svensk)
- Peter Flinth på AlloCiné (fransk)
- Peter Flinth på AllMovie (engelsk)
- Peter Flinth på The Movie Database (engelsk)